# Писидийская икона Божией Матери
Писидийская (Писийская) икона Божией Матери — одна из древних икон Богородицы, почитается чудотворной. Икона получила своё название от города Созополь Писидийский (близ современного города Улуборлу, Турция), в котором стала известна в VI веке.

## История
Происхождение иконы неизвестно. На чудеса исцеления от иконы и её обильное мироточение указывают несколько авторов: пресвитер Евстафий (современник и биограф святого патриарха Евтихия Константинопольского), Елевсипп (ученик преподобного Феодора Сикеота) и святой Герман (патриарх Константинопольский).
Во второй половине VI века пресвитер Евстафий сообщал о чудотворении от Писидийской иконы Божией Матери, совершенном по усердной молитве патриарха Евтихия. У одной супружеской пары из города Амасии (близ города Улуборлу, ныне в Турции) дети рождались мёртвыми. Это сильно печалило чету и однажды они, скорбя о несчастье, обратились к патриарху Евтихию за советом. Святой Евтихий помолился и со словами «Во Имя Господа нашего Иисуса Христа» помазал супругов святым елеем от Креста Господня и от святой иконы Богородицы Марии. «Назовите дитя Петром, и оно будет жить» — сказал он. Вскоре у супругов родился сын, назвали его Петром, затем родился и второй сын, названный Иоанном и оба они росли здоровыми и крепкими. Жители города, узнав об этом чуде, прославили Бога. 
Около 600 года от Писидийской иконы Богоматери источалось миро, свидетелем чего был Елевсий, ученик преподобного Феодора Сикеота. Он свидетельствовал, что видел собственными глазами, как по пламенной молитве святого Феодора Сикеота из иконы исторглась струя елея и омочила глаза молящегося.
В VIII веке святой Герман Константинопольский в послании к Фоме, епископу Клавдиопольскому, писал:

...чрез различные иконы Бог совершал чудеса, о которых многие жаждут многое рассказать; так, например, Он подавал исцеление болящим, что мы и сами испытали. Замечательнее же всего то, что никакого возражения и сомнения не встречается против того, что находящаяся в Писидийском Созополе икона Всенепорочной Богородицы из длани изливала струю мира. Об этом чуде свидетельствуют многие.

Это сообщение патриарха Германа было утверждено в своей истинности Седьмым Вселенским собором, когда оно на нём читалось.
Список с этой древней чудотворной иконы в России был сделан в 1608 году в Московском Новоспасском монастыре. Богоматерь изображена с Богомладенцем на левой руке, правой рукой Она благословляет.
В иных источниках сообщается, что в России был известен список Писидийской иконы, бывший келейной иконой инокини Марфы, матери царя Михаила Фёдоровича. После её смерти он был помещён в Новоспасский монастырь.